# Ribavirina
La  ribavirina è il principio attivo di indicazione specifica per virus influenzali con gravi manifestazioni. È un analogo della guanosina, ma presenta la base azotata modificata. Ciò induce errori nella replicazione e nella trascrizione del genoma virale, producendo mutazioni che inattivano mRNA e proteine. Essa agisce inibendo la sintesi dei nucleosidi, il capping dell'mRNA e altri processi importanti per la replicazione di molti virus a DNA e RNA. Come molti farmaci antivirali analoghi nucleosidici, deve essere trifosforilata dagli enzimi (cellulari e/o virali) perché diventi farmacologicamente attiva.

## Indicazioni
Viene utilizzato anche come terapia contro malattie infiammatorie polmonari, come per esempio nella bronchiolite. Il suo più comune uso è in duplice terapia con l'interferone alfa nelle infezioni da epatite C (HCV - Hepatitis C Virus), nel caso in cui non vi sia indicazione all'uso degli anti virali ad azione diretta (DAA - Directly Acting Antivirals), anch'essi associati spesso a ribavirina. Sembra sia efficace anche per il morbillo, ma il suo uso in questo caso è sperimentale.

## Controindicazioni
Sconsigliato in soggetti con insufficienza epatica, da evitare in caso di gravidanza e manifeste cardiopatie. Nel caso di somministrazione a uomini è necessario l'utilizzo di preservativo in atti sessuali con donne gravide, dato l'effetto teratogeno che caratterizza questa sostanza. Si effettua l'esame della tiroide, sia prima sia durante il trattamento.

## Dosaggi
- Bronchiolite, 20 mg 12-18 ore, periodo massimo 7 giorni, modalità di somministrazione per inalazione
- Epatite C (dipende dal peso): inferiore a 65 kg 400 mg 2 volte al giorno, fino a 85 kg si aumenta di 200 mg la seconda somministrazione, se invece il peso è ancora maggiore le somministrazioni diventano ognuna di 600 mg.

## Effetti indesiderati
Fra gli effetti collaterali più frequenti si riscontrano forme di anemia, astenia, dolore toracico, dolore addominale, cefalea, nausea, vomito, dispepsia, diarrea, tosse, sincope.